# Николаев, Иван Дмитриевич
Иван Дмитриевич Николаев (1893, Булатниково, Владимирская губерния — 18 ноября 1970, Муром, Владимирская область) — советский политический и общественный деятель.

## Биография
Родился в 1893 году в селе Булатникове Муромского уезда Владимирской губернии в крестьянской семье. После службы в армии и возвращении в родное село, принимал активное участие в проведении кооперативной и культурно-просветительной работы среди крестьян Булатниковской волости, поставленных коммунистической партией.
В 1919 году был избран председателем волостного исполкома. Член КПСС с 1926 года. С 1934 по 1935 год был председателем, а позднее секретарём Муромского горисполкома, заведующим Муромским райфо, секретарем райисполкома и на других партийных постах. Принимал активное участие в общественной жизни и неоднократно избирался секретарем партийных организаций, депутатом городского и районного Советов депутатов трудящихся, членом Муромского райкома КПСС.
Скончался 18 ноября 1970 года после продолжительной, тяжелой болезни на 77-м году жизни.

## Награды
- медаль «За трудовое отличие»,
- медаль «За доблестный труд. В ознаменование 100-летия со дня рождения В. И. Ленина»